# Scheibnerova
Scheibnerova es un género de foraminífero bentónico de la subfamilia Gavelinellinae, de la familia Gavelinellidae, de la superfamilia Chilostomelloidea, del suborden Rotaliina y del orden Rotaliida. Su especie tipo es Scheibnerova protindica. Su rango cronoestratigráfico abarca el Cenomaniense inferior (Cretácico superior).

## Clasificación
Scheibnerova incluye a la siguiente especie:
- Scheibnerova protindica †